# 2842 Unsold
2842 Unsold је астероид главног астероидног појаса чија средња удаљеност од Сунца износи 2,620 астрономских јединица (АЈ).
Апсолутна магнитуда астероида је 12,0.